# Krista DuChene
Krista DuChene, född 9 januari 1977, är en friidrottare från Kanada. Hon deltog vid olympiska sommarspelen 2016.